# Passakorn Suwannawat
Passakorn Suwannawat (ur. 1 maja 1986 w Tajlandii) – tajski snookerzysta.

## Kariera
Suwannawat do grona zawodowców dostał się w sezonie 2006/2007. Nie zdołał jednak w tym sezonie utrzymać się w Main Tourze.
W 2007 dotarł do finału Mistrzostw świata IBSF, przegrywając ze swoim rodakiem Atthasitem Mahitthi. Wrócił do Main Touru w sezonie 2011/2012 po zwycięstwie w Mistrzostwach Azji 2011.

## Turnieje nierankingowe
- Mistrzostwa Azji U-21 2006
- Mistrzostwa Azji 2011